# Berserker

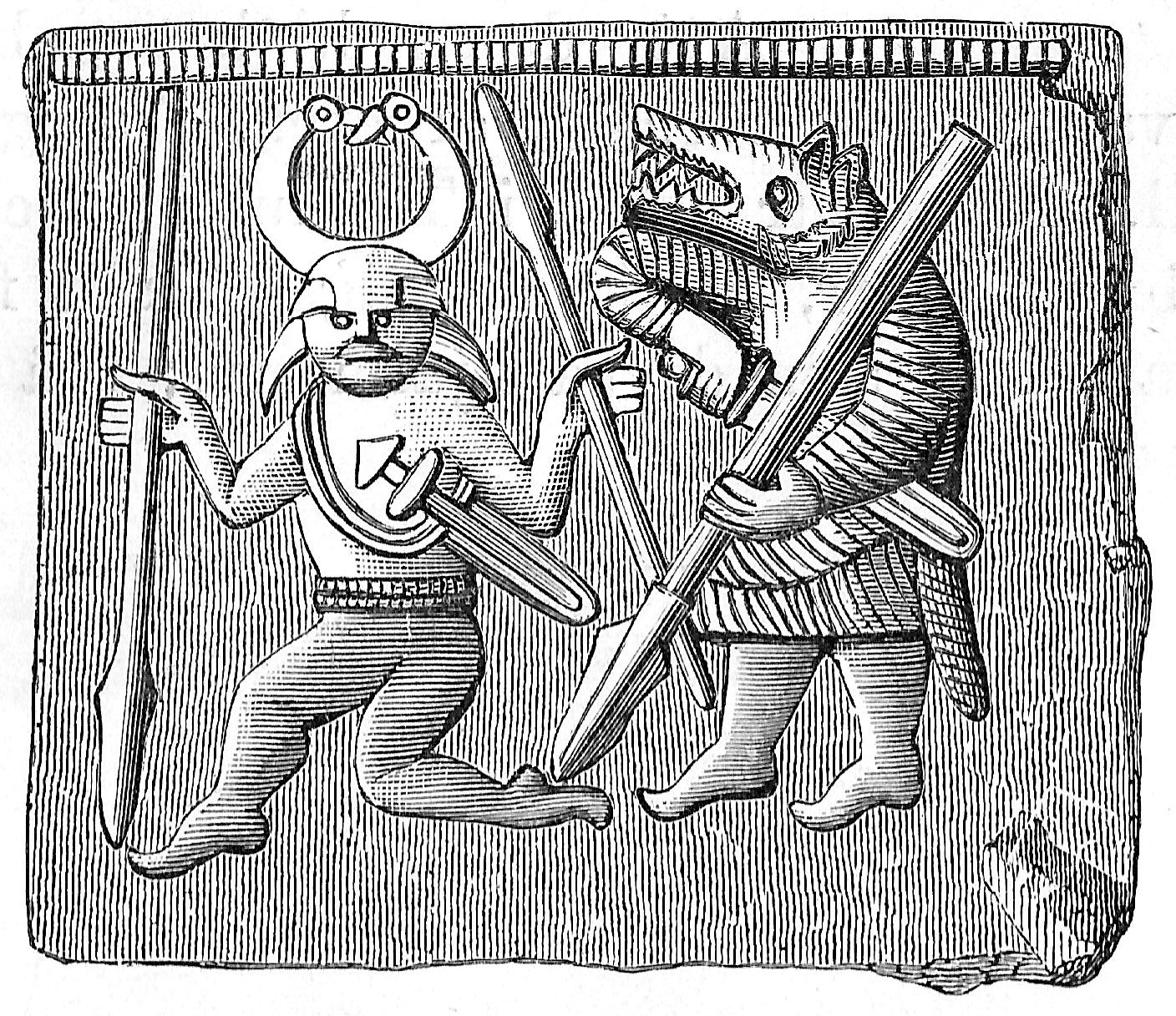
Placa de bronce de la era de Vendel, encontrado en Öland.

Los berserkers (también ulfhednar) eran guerreros vikingos que combatían semidesnudos, cubiertos de pieles. Entraban en combate bajo cierto trance de perfil psicótico, casi insensibles al dolor, se dice que eran casi tan fuertes como osos o toros, y llegaban a morder sus escudos y no había fuego ni acero que los detuviera. Se lanzaban al combate con furia ciega, sin armaduras. Su sola presencia atemorizaba a sus enemigos e incluso a sus compañeros de batalla, pues en estado de trance no estaban en condiciones de distinguir aliados de enemigos.

## Etimología
El origen etimológico de esta palabra es incierto. Una teoría dice que deriva del nórdico berr («desnudo») y serkr (prenda de vestir similar a una camisa). Otra teoría afirma que deriva del germánico berr («oso»), ya que solían usar pieles de animales (osos, lobos y venados). Por otro lado, Ulfhednar se puede traducir como piel de lobo.

## Precedente histórico
Julio César ya citó en su De bello Gallico, la expresión furor teutonicus a la actitud belicosa y loco heroísmo de algunos combatientes germánicos, que se enfrentaban desnudos, a pecho descubierto, caras pintadas y aullando salvajemente cuando se enfrentaban a los ejércitos de Roma.

## Posibles causas del perfil berserker
Existe la teoría de que su resistencia e indiferencia al dolor provenían del consumo de hongos alucinógenos como la amanita muscaria, o por la ingesta de pan o cerveza contaminados por cornezuelo del centeno, con alto contenido en compuestos del ácido lisérgico, precursor del LSD. Los vikingos y otros pueblos germánicos consumían cerveza con beleño negro, planta alucinógena de la familia de las solanáceas. Es posible que consumieran dichas cervezas para entrar en combate. El beleño produce una sensación de gran ligereza, parece que uno pierde peso y se siente tan ingrávido que acaba creyendo que se eleva por los aires. Por otra parte, la belladona causa furia y violencia, no raramente acompañadas de carcajadas delirantes; los alcaloides de esta planta son altamente tóxicos y pueden ocasionar el coma o la muerte.

## Sagas nórdicas
Diversas fuentes mencionan a los berserkr mikill, o poderosos guerreros berserkers, que resaltaban por su ferocidad y en ocasiones se les comparaba con gigantes (jotun).
En la saga de Egil Skallagrímson aparecen 12 berserkers como el número adecuado de guerreros al servicio de la guardia personal de un rey, un número recurrente en otras sagas nórdicas. En la saga de Hrólfr Kraki, el rey aparece acompañado de un hird de berserkers, en el que destaca Bödvar Bjarki, que según la leyenda se transformaba en un impresionante plantígrado en batalla, una característica posiblemente relacionada con antiguos cultos al oso. Es muy probable que fuesen miembros de cultos relacionados con Odín. En cierto modo, la religión de estos grandes guerreros les inducía a mostrar una gran furia en combate, mostrando una invulnerable mitad humana y otra mitad animal. Sus dioses, todos ellos guerreros, exigían —para alcanzar el más puro de los paraísos a su alcance— tener la muerte más noble en el campo de batalla.
En 1015, el jarl Eiríkr Hákonarson de Noruega declaró a los berserkers fuera de la ley, posteriormente el gragás (ley escrita) de Islandia hizo lo propio y hacia el siglo XII los berserkers ya habían desaparecido.

## Úlfhéðinn
Los Úlfhéðnar (singular, Úlfhéðinn) ya se mencionan en la saga Vatnsdœla y Hrafnsmál, y en la saga Völsunga, se decía que se cubrían con una piel de lobo cuando entraban en combate. Los Úlfhéðnar fueron definidos como guerreros de élite de Odín, con la piel de lobo y una lanza como perfil más característico.
El poema Haraldskvæði (parte de Hrafnsmál) los define así:
Hablaré de los berserkers, los catadores de sangre,
Aquellos héroes intrépidos, ¿cómo trataban
A los que se vadean en la batalla?
Piel de lobo les llaman.
Portan escudos sangrientos.
De puntas rojas son sus lanzas cuando marchan.
Forman un grupo apretado, cerrando filas.
El príncipe, en su sabiduría, confía en ellos,
En los que cortan los escudos enemigos.
En Heimskringla y la Saga de Grettir, también se les denomina Úlfhéðnar. Harald I de Noruega, unificador del reino, aparece acompañado por ellos en sus ofensivas, «iban sin cota de malla y actuaban como perros rabiosos y lobos», lo que provocaba desconcierto y el colapso en las filas de los contrarios.
Fueron marginados por la sociedad por considerárseles locos, y una leyenda que recorría los países nórdicos contaba que se convertían en hombres lobo, lo que motivó que se les temiera más y se les recluyera, ya en la cristiandad, por considerarlos poseídos por el diablo.[cita requerida] La creencia en la licantropía se testimonia en la saga Volsunga, donde Sigmund y su hijo Sinfjotli gruñían y aullaban como lobos en sus combates.

## En la cultura popular

### En anime y manga
En los medios de entretenimiento japoneses como lo son el anime y el manga, se suele usar este concepto bajo el nombre de "modo berserker" (バーサーカーモード, bāsākā mōdo; de berserk mode en inglés) para definir un estado emocional de determinado personaje cuando se encuentra dominado por la ira y está totalmente fuera de sí, actuando con poco o nulo raciocinio, entrando en un estado de salvajismo total, arrasando con todo lo que se le cruce en el camino, casi siempre con tendencias homicidas y sanguinarias, y con el fin de alcanzar su objetivo.[cita requerida] Algunos ejemplos de animes donde podemos ver el modo berserker son: Berserk (1997), Neon Genesis Evangelion (1995), Shingeki no Kyojin (2013) o Records of Lodoss War (1990), Vinland Saga (2023)

### En videojuegos
- El berserker se usa a menudo en muchas formas diferentes de medios como un arquetipo, como en los videojuegos, con algunos ejemplos como Path of Exile,[20] TERA,[21] y MapleStory 2.[22]
- Gears of War presenta a un enemigo conocido como Locust. Dentro de la casta Locust hay zánganos/drones, y las hembras se llaman berserkers.[23]